# Infirmier
 (octobre 2013).
 (janvier 2023).
Un infirmier ou une infirmière (du latin in-firmus signifiant « qui n'est pas ferme, au moral comme au physique » ou « qui s'occupe des infirmes » étymologiquement parlant) est un professionnel de la santé chargé de délivrer des soins infirmiers, pouvant être sous prescription ou relevant de son rôle propre pour assurer une bonne prise en charge des patients.

## Définitions institutionnelles
Selon le Code français de la santé publique, « est considérée comme exerçant la profession d'infirmière ou d'infirmier toute personne qui donne habituellement des soins infirmiers sur prescription ou conseil médical, ou en application du rôle propre qui lui est dévolu. L'infirmière ou l'infirmier participe à différentes actions, notamment en matière de prévention, d'éducation de la santé et de formation ou d'encadrement ». Selon l'Organisation mondiale de la santé, « la mission des soins infirmiers dans la société est d'aider les individus, les familles et les groupes à déterminer et réaliser leur plein potentiel physique, mental et social et à y parvenir dans le contexte de l'environnement dans lequel ils vivent et travaillent, tout cela en respectant un code de déontologie très strict. Ceci exige que les infirmiers apprennent et assurent des fonctions ayant trait au maintien et à la promotion de la santé aussi bien qu'à la prévention de la maladie. Les soins infirmiers englobent également la planification et la mise en œuvre des soins curatifs et de réadaptation, et concernent les aspects physiques, mentaux et sociaux de la vie en ce qu'ils affectent la santé, la maladie, le handicap et la mort. Les infirmiers permettent la participation active de l'individu, de sa famille et de ses amis, du groupe social et de la communauté, de façon appropriée dans tous les aspects des soins de santé, et encouragent ainsi l'indépendance et l'autodétermination. Les infirmiers travaillent aussi comme partenaires des membres des autres professions impliquées dans la prestation des services de santé ».
Selon le Conseil international des infirmières : « On entend par soins infirmiers les soins prodigués, de manière autonome ou en collaboration, aux individus de tous âges, aux familles, aux groupes et aux communautés – malades ou bien-portants – quel que soit le cadre. Les soins infirmiers englobent la promotion de la santé, la prévention de la maladie, ainsi que les soins dispensés aux personnes malades, handicapées et mourantes. Parmi les rôles essentiels relevant du personnel infirmier citons encore la défense, la promotion d'un environnement sain, la recherche, la participation à l'élaboration de la politique de santé et à la gestion des systèmes de santé et des patients, ainsi que l'éducation ».

## Histoire

### Origines de la profession

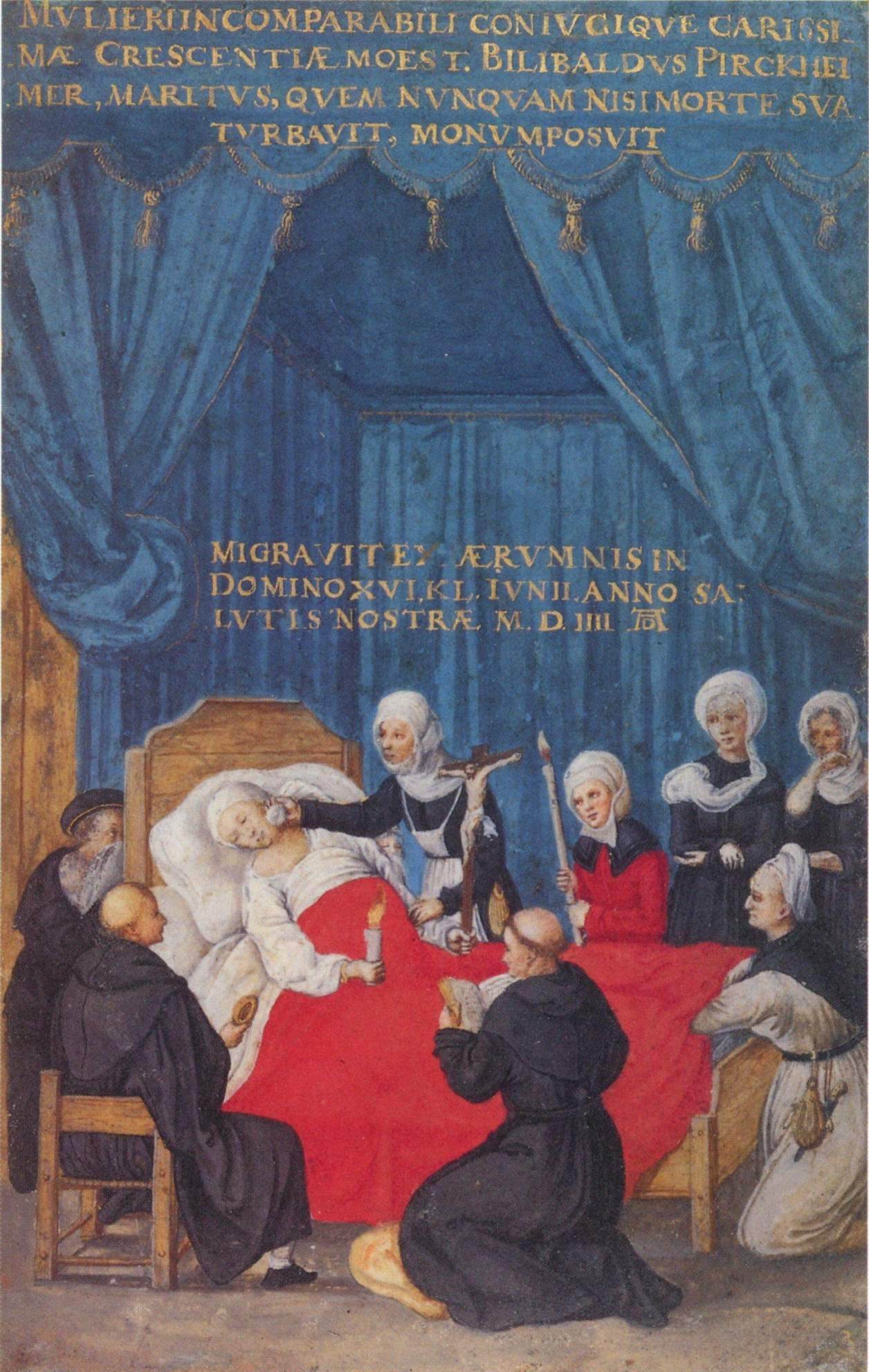
Gravure de 1504 - Der Tod der Crescentia Pirckheimer par Albrecht Dürer.

Ce sont les ordres religieux féminins et masculins qui organisent, à partir du XIIe siècle, les soins aux malades selon des critères en lien avec la charité et l'amour de Dieu. Le soin est alors une activité « sacrée » bénévole et n'a qu'une valeur cultuelle. Celle ou celui qui le pratique est pris en charge par la structure religieuse. Les religieuses soignent à domicile et dans les hôpitaux. Il faudra attendre la laïcisation et l'émergence d'infirmières et d'infirmiers laïques et la Première Guerre mondiale pour que se mette en place un mouvement vers la constitution d'un nouveau groupe social.

### En France
Les écoles d’infirmières sont créées au XIXe siècle (1836 en Allemagne, 1859 en Suisse, 1860 à Londres, 1878 à Paris). En France, est créé  en 1922 un « brevet de capacité d’infirmier professionnel », transformé en 1938 en « diplôme d’infirmier hospitalier » et seulement en 1951 en diplôme d'État d'infirmier,. Il faut ensuite attendre la loi du 31 mai 1978 pour voir apparaître une définition de l’infirmier avec un rôle propre défini dans le décret du 12 mai 1981. Une nouvelle pause intervient dans le processus de professionnalisation jusqu’à la publication des règles professionnelles le 16 février 1993. Puis une traversée du désert a lieu jusqu’à la loi du 21 décembre 2006 portant création d’un Ordre national des infirmiers (ses décrets d’application sont parus au JO du 14 avril 2007, mais il manque encore les arrêtés pour la constitution de l’ordre infirmier).
Jusqu'au début des années 1960, le recrutement s'effectue par des catégories très diverses qui sont antagonistes : infirmières et infirmiers de la Croix-Rouge, religieuses, infirmières et infirmiers sortant de l'école. Après mai 1968, la profession se libère des concepts d'obéissance, de soumission et de charité. Depuis la fin, en 1992, de la formation spécifique d'infirmier en psychiatrie, il n'existe en France qu'un seul diplôme d'infirmier, le diplôme d'État d'infirmier.
Désormais, le cursus d'études en soins infirmiers se déroule dans les Instituts de formation en soins infirmiers (IFSI), en partenariat avec l'université et sur une durée de trois ans, ce qui permet aux étudiants d'accéder au grade de licence (bac + 3) depuis 2009. Ce partenariat avec l'université s'inscrit pleinement dans la logique d'universitarisation de la filière infirmière et toutes les spécialisations infirmières sont en cours de ré-ingénierie. C'est le cas par exemple des infirmiers anesthésistes qui ont obtenu le grade master. Les infirmières et infirmiers en puériculture, de bloc opératoire et les cadres de santé sont eux aussi en cours de réflexion s'agissant de l'évolution de leurs formations respectives.

### En Belgique
En Belgique, il faut 4 ans pour devenir bachelier(ère) en soins infirmiers (en Haute école - enseignement supérieur non universitaire) et 3 ans et demi pour devenir infirmière brevetée (enseignement secondaire supérieur complémentaire).

### Au Canada

#### Au Québec
Jeanne Mance fonde, en mai 1645, le premier hôpital en Nouvelle-France, l'Hôtel-Dieu de Montréal. Jeanne Mance, intendante de ce petit bâtiment hospitalier, embauche deux personnes comme soignantes. En 1659, elle revient d’un voyage en France accompagnée de Religieuses Hospitalières de Saint-Joseph qui prennent  en main les soins  aux malades de l’hôpital.
Sous l’influence de l'Église catholique au Québec et du clergé, plusieurs hôpitaux et asiles sont fondés au cours du XIXe siècle.
Le 14 février 1920, un groupe de soignantes, dénommées « gardes-malades », obtiennent après trois années de revendications une charte provinciale et créent l’association des gardes-malades du Québec, ancêtre de l'Ordre des infirmières et infirmiers du Québec. En 1922, l’association regroupe 782 membres et se voue à encadrer la formation. Des premières écoles d’infirmières, souvent en annexe à l’arrière des hôpitaux, sont créées. En 1946, l’association prend pour nouveau nom l’association des infirmières de la province de Québec (AIPQ). L’adhésion est obligatoire pour exercer comme infirmière. En 1950, l’association regroupe 10 512 membres et 18 151 en 1960.

### Époque moderne
Le rapport de l' Odis (Organisation du dialogue et de l'intelligence sociale) : L'état social de la France - 2004, propose une grille d'analyse des infirmiers sur la base des modèles de l'intelligence sociale. Des socio-profils sont définis sur la base du croisement de la conscience de leur mission, la perception de leur contexte et leurs pratiques personnelles. Cette grille est utile aussi bien aux infirmiers pour mieux se comprendre et mieux comprendre leur environnement social et professionnel qu'aux dirigeants hospitaliers pour analyser et développer leurs ressources humaines et organisationnelles.

## Situation

### En France
En France, les études en soins infirmiers se déroulent dans les Instituts de formation en soins infirmiers (IFSI) et en partenariat avec l'université. Ce cursus, accessible après l'obtention du baccalauréat, permet aux étudiants d'obtenir, au terme de trois années d'études, le diplôme d'État d'infirmier et le grade de licence (BAC +3). Les personnes ainsi diplômées sont dites Infirmier(ère)s diplômé(e)s d'État (IDE).
L'ensemble des soins infirmiers est régi par le code de la santé publique qui permet aux infirmières et infirmiers d'exercer leurs missions et leurs compétences dans le cadre de la prescription médicale et dans celui de leur rôle propre, ce dernier leur attribuant une autonomie décisionnelle. Ils disposent par ailleurs d'un droit de prescription bien délimité (prescription des dispositifs médicaux, des substituts nicotiniques, renouvellement des contraceptifs oraux, vaccin contre la COVID-19, etc.). La profession d'infirmier possède son ordre professionnel (Ordre national des infirmiers) et dispose depuis novembre 2016 de son propre code de déontologie.
Il existe quatre spécialisations infirmières accessibles avec le diplôme d’État d'infirmier : infirmier anesthésiste, infirmier de bloc opératoire, infirmier en puériculture et, depuis peu, infirmier en pratique avancée. Par ailleurs, l'infirmier peut également évoluer vers des fonctions d'encadrement, de management ou d'enseignement en devenant cadre de santé ou encore directeur des soins.
Le diplôme d’État d'infirmier permet au professionnel d'avoir accès à de nombreuses formations continues tout au long de sa carrière pour se spécialiser dans un domaine bien spécifique (diplôme universitaire en plaies et cicatrisation, diplôme universitaire de prise en charge de la douleur, etc.).
Une fois diplômé, le professionnel bénéficie de conditions relativement favorables en matière d'emploi. Dans les cinq premières années d'exercice, le taux de chômage est l'un des plus faibles de toutes les formations de même niveau : 0,7 %. 49 % des infirmiers nouvellement diplômés exercent au sein du service public. En début de carrière, à l'hôpital, le revenu mensuel moyen est de 1 450 euros. L'évolution de carrière est faible : avec 20 ans d'ancienneté, un infirmier hospitalier culmine à 2 400 euros de salaire net. Lors du mouvement infirmier de 1988, les revendications portaient sur la reconnaissance de l’identité professionnelle et l’équivalence universitaire à bac + 3 et c'est ainsi qu'est née la coordination infirmière. En France, la profession d'infirmier s'articule autour de deux pôles : le rôle propre et le rôle médico-délégué.
Par ailleurs, l'infirmier dispose également depuis 2007, et dans la limite de ses compétences, d'un droit de prescription de dispositifs médicaux (sondes urinaires, sondes d'alimentation, pansements, matelas anti-escarres, etc.), d'un droit de renouveler la prescription de contraceptifs oraux, d'administrer sous certaines conditions le vaccin antigrippal à ses patients (Arrêté du 29 août 2008) ou encore de prescrire les substituts nicotiniques.

### Au Canada

#### Au Québec
L’infirmière assume un ensemble de soins : elle évalue l’état de santé des patients, détermine et exécute le plan de soins. L’infirmière peut également planifier l’enseignement des soins de base aux patients et à leur famille ou à un groupe d’aidants naturels.

## Rôle propre
L'article R.4311-3 du code de la santé publique dispose que : « relèvent du rôle propre de l'infirmier ou de l'infirmière les soins liés aux fonctions d'entretien et de continuité de la vie et visant à compenser partiellement ou totalement un manque ou une diminution d'autonomie d'une personne ou d'un groupe de personnes. Dans ce cadre, l'infirmier a compétence pour prendre les initiatives et accomplir les soins qu'il juge nécessaires ». Le rôle propre permet ainsi à l'infirmier d'agir en totale autonomie, sans avoir besoin de prescription médicale préalable. La liste exhaustive des actes et activités relevant du rôle propre figure dans les articles R.4311-5, R.4311-5-1 et R.4311-6 du code de la santé publique (actes professionnels).
Dans ce cadre, l'infirmière ou l'infirmier ont une fonction d'observation et de dialogue avec le patient pour identifier les problèmes et poser des diagnostics infirmiers, afin de pouvoir mettre en œuvre les moyens nécessaires pour une prise en charge adaptée. Il en va ainsi de la surveillance clinique des complications spécifiques à une pathologie ou un traitement mais aussi, de manière plus générale, le dépistage de situation de maltraitance ou de violence. Ils assurent en collaboration avec l'aide-soignant les soins d'hygiène, les soins fondamentaux, de confort et de sécurité du patient, ils s'assurent en outre de la bonne compréhension par le patient des explications données par le médecin mais aussi, dans le respect du secret professionnel, de l'information de sa famille ou de son entourage. Ils accompagnent le patient tout au long de son hospitalisation ou de ses soins pour lui permettre de maintenir le plus haut niveau d'autonomie possible, d'intimité et de dignité.

### Rôle sur prescription
La prescription médicale est le seul lien existant entre le médecin et l'infirmière ou l'infirmier. Ils sont chargés de la mise en application des prescriptions médicales, de vérifier les dates de péremption et de la surveillance des effets secondaires ou complications qui pourraient en découler. Ils ne sont cependant pas que de simples exécutants ; ils doivent en permanence faire le lien entre leurs connaissances et les ordonnances faites par les médecins. En effet, il leur serait reproché d'avoir appliqué une prescription absurde ou dangereuse. Ils doivent donc savoir interpeller le praticien lorsqu'ils identifient une erreur ou en tout cas une prescription atypique, afin d'en obtenir confirmation et un éclairage.
Ici aussi, une liste exhaustive des actes et activités mis en œuvre sur prescription médicale est fixée par le code de la santé publique dans les articles R.4311-7 et R.4311-9.
Cela constitue une des difficultés majeures de la profession. L'infirmier doit en effet être en mesure de comprendre toutes les prescriptions afin de savoir identifier non seulement les erreurs mais aussi la spécificité de chacune d'entre elles, pour en déterminer les risques et donc les surveillances ad hoc. Pour cela, il peut faire appel aux connaissances acquises lors de sa formation initiale, mais aussi par le biais d'une formation professionnelle continue.
Dans certains pays, la pratique infirmière a évolué au niveau de la prescription. En effet, l'Australie, le Canada, la Finlande, l'Irlande, la Nouvelle-Zélande, la Norvège, l'Afrique du Sud, la Suède, les Pays-Bas, le Royaume-Uni et les États-Unis ont mis en place la prescription infirmière. Cela permet donc aux infirmières de prescrire de nombreux traitements et soins. Ce nouveau rôle a pour conséquence de diminuer le temps de consultations des médecins et d'augmenter l'autonomie des infirmières. 

### Réflexion sur l'éthique
Les infirmiers, pour ce qui est d'une pratique rigoureuse de la profession, doivent se conformer à des règles de conduite admises et pratiquées. L'éthique de la profession touche, pour partie, au secret professionnel. L'obligation du secret qui lui est imposée était consacrée en France par l'article 378 de l'ancien code pénal et l'article 226-13 du code pénal actuellement en vigueur ; les dispositions de cet article ont été rendues applicables aux infirmiers par l'article 481 du code de la santé publique. De manière plus générale, les infirmiers partagent une éthique, ainsi qu'une conception commune de l'être humain, des soins, de la maladie… C'est une profession tout particulièrement axée sur la communication.

### Ordre infirmier et organisations
En France, le 13 juin 2006, l'Assemblée nationale a adopté la proposition de loi créant un ordre infirmier. Cette proposition de loi soulève de nombreuses réserves chez les syndicats infirmiers, mais répond à la demande d'un collectif de 43 syndicats et associations d'infirmiers (et pas forcément à la demande des professionnels). Les premières élections à l'ordre n'ont néanmoins recueilli qu'une très faible participation, de l'ordre de 20 % chez les infirmiers libéraux et 10 % chez les salariés, ce qui relance le débat sur la légitimité. Trois ans après la création de l'ordre, de nombreux professionnels refusent toujours l'inscription pourtant obligatoire. Le 14 décembre 2006, la création d'un ordre infirmier est adoptée en dernière lecture. Seulement neuf ans plus tard, l'Assemblée nationale vote, dans la nuit du jeudi au vendredi 10 avril 2015, par 19 députés, la suppression de l'ordre national des infirmiers dans le cadre du projet de loi de santé, allant ainsi à l’encontre de l’avis du gouvernement. Cette suppression était motivé par « la mauvaise gestion de l'Ordre », son « défaut de représentativité » et le fait qu'il créerait « des tensions dans la profession ». Cependant, le Sénat a rétabli l'Ordre des infirmiers lors du passage du projet de loi santé devant la Commission des Affaires sociales argumentant que « Les structures ordinales exercent des missions indispensables à la régulation des professions concernées ». La profession possède depuis novembre 2016 son propre Code de déontologie.

## Secteurs d'activités principaux
La majorité des infirmières et infirmiers travaillent dans le secteur hospitalier, que ce soit dans le secteur privé ou le secteur public. Toutefois, les infirmiers exercent également dans une diversité de milieux qui n'est pas toujours bien connue. En effet, en plus des hôpitaux, ils peuvent travailler dans des centres de soins palliatifs, des cliniques de soins communautaires, des entreprises (comme infirmiers du travail), des ONG humanitaires, des écoles, des prisons, ou encore dans des institutions pénitentiaires. Chaque environnement présente des défis spécifiques et offre des perspectives variées sur le rôle de l'infirmier.

### Secteur hospitalier

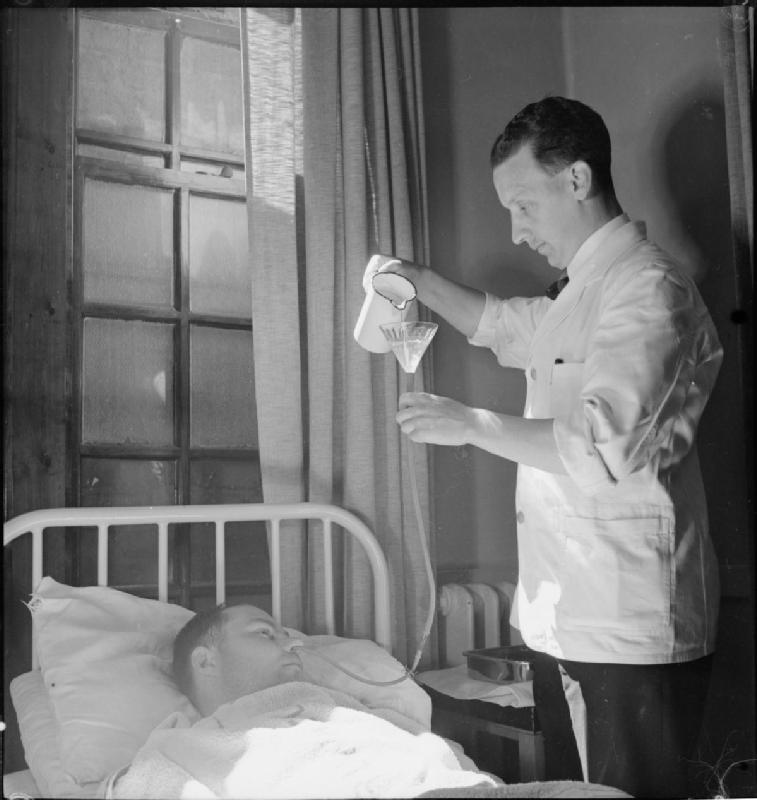
Un infirmier au en en 1943.

L'infirmière ou l'infirmier peuvent exercer dans la plupart des services tels que ceux de médecine (cardiologie, gériatrie, pneumologie, neurologie, gastro-entérologie, etc.), de chirurgie (orthopédique, digestive, ORL, neurochirurgie, etc.), de réanimation (médicale ou chirurgicale), d'urgences, de pédiatrie (dans certains hôpitaux seulement), de psychiatrie ou encore en hémodialyse et en dialyse péritonéale. Les salaires actuels de la fonction publique hospitalière et du secteur privé sont très peu attractifs, ce qui entretient la pénurie chronique en personnel dont souffre le système de santé français. La durée moyenne de carrière d'une infirmière ou d'un infirmier est de 30 ans dans le secteur public et de 35 ans en libéral. Une différence notable cependant entre public et privé concerne les possibilités de s'inscrire dans un travail de recherche dans le domaine des soins infirmiers. En effet, le secteur public accepte plus facilement de consacrer du temps et de l'argent à ce type d'activité transversale que le privé.

### Intérim
L'activité intérimaire de la profession d'infirmière ou d'infirmier s'exerce principalement en structures privées ou publiques, dans lesquelles les cas de recours à l'intérim sont limités.

### Milieu scolaire

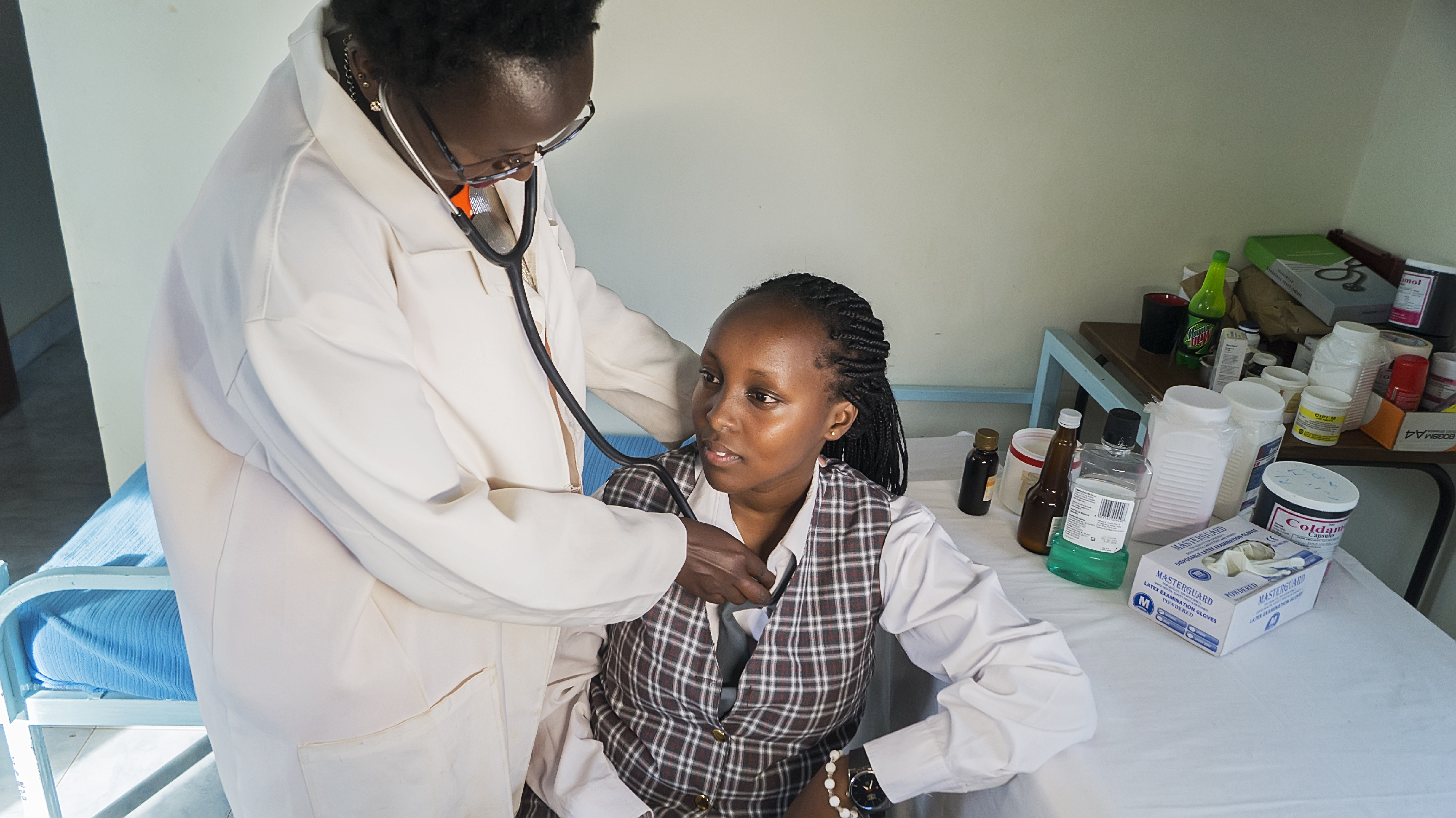
Infirmière scolaire au Kenya, 2017.

L'infirmier scolaire assure un suivi sanitaire des élèves, collégiens et lycéens à l'intérieur même de leur établissement. Il assure également une surveillance des jeunes exposés à des nuisances spécifiques, une surveillance sanitaire de l'hygiène générale en milieu scolaire et enfin une éducation à la santé et à la sécurité. Il organise les soins et les urgences dans les établissements et contribue à l'intégration scolaire des élèves atteints de handicaps ou de troubles de la santé. Il participe à la mise en place de dispositifs adaptés en cas d'événements graves survenus dans la communauté scolaire, ou de maladies transmissibles. Il contribue à l'apprentissage de la citoyenneté et à la lutte contre l'absentéisme, assure un suivi des élèves en difficulté, il participe à la protection des mineurs en danger, prévient les différents intervenants extérieurs en cas de besoin (Aide sociale à l'enfance, par exemple).
Tenu au secret professionnel, son action peut être individuelle (sous la forme d'entretiens par exemple, l'infirmier accueille et organise un suivi des élèves qui le sollicitent) ou collective, sous la forme d'actions de prévention des conduites à risque (par exemple en partenariat avec les institutions ou les partenaires territoriaux ou associatifs locaux).

### Libéral

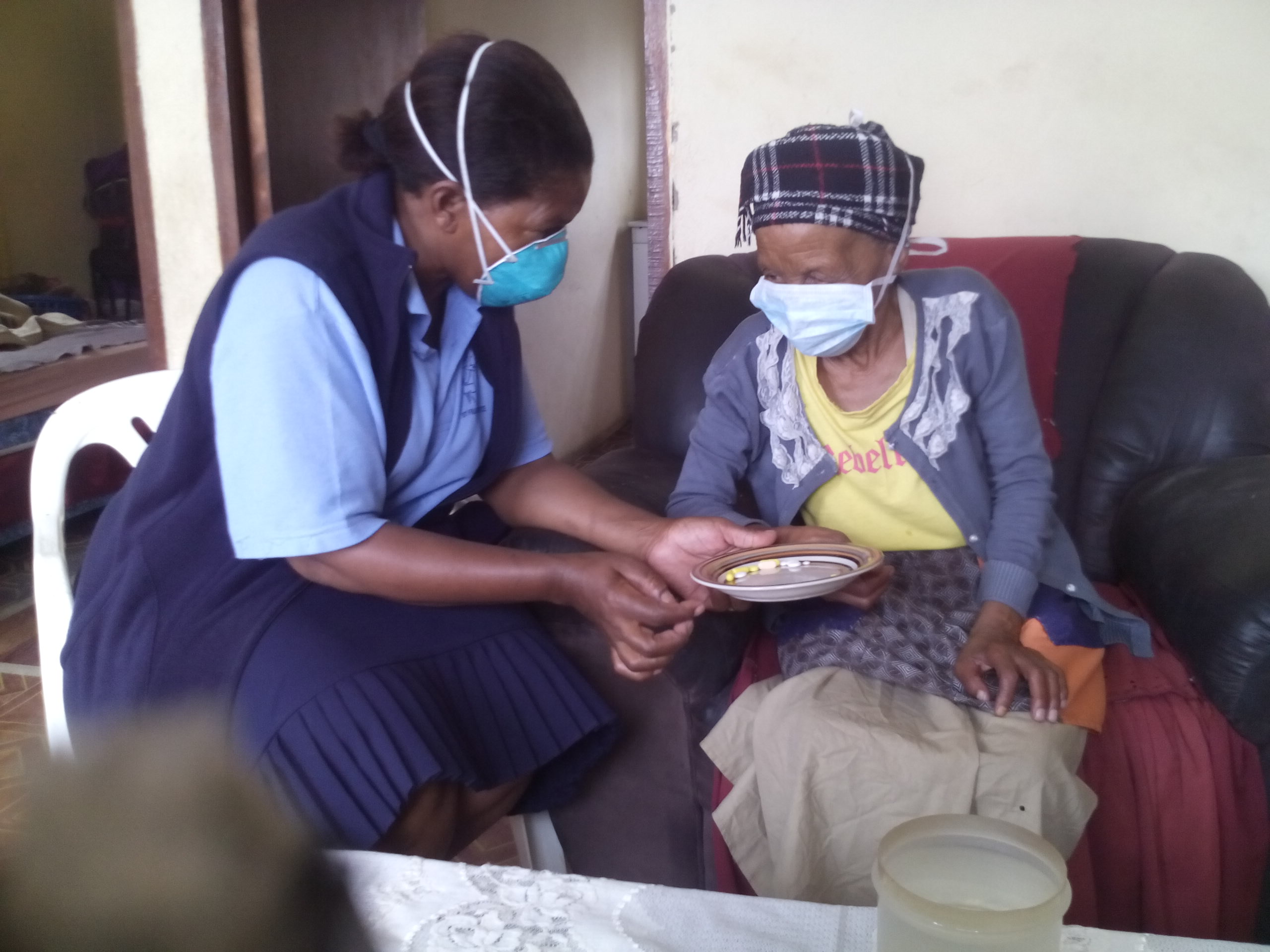
Infirmière en Afrique du Sud, 2017.

L'infirmier(ère) libéral(e) dispense des soins auprès de patients à domicile ou dans un cabinet privé, sur prescription médicale ou en fonction du rôle propre qui lui est dévolu. Il/elle dispense aussi bien des soins d'hygiène et de prévention que des soins plus techniques : prélèvement sanguin, chimiothérapie, etc.
Les infirmier(ère)s gèrent souvent eux-mêmes la prise de rendez-vous, qui se fait généralement par téléphone. Dans les cabinets regroupant plusieurs infirmières et infirmiers libéraux, le patient peut contacter une secrétaire. La demande de soins par un service en ligne se développe.

### Crèche
L'infirmier(ère) peut, grâce à un diplôme de puériculture, obtenir le poste de directeur de crèche ou de halte-garderie.

### Armée

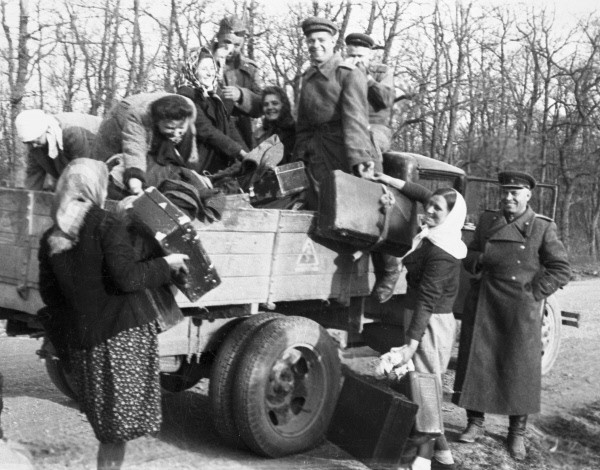
Nurses russes
Photo Olga Lander (1945)

Les infirmières et infirmiers sous le statut militaire sont également dénommés, en France, au sein du service de santé des armées : militaires infirmiers et techniciens des hôpitaux des armées (MITHA).
Dans tous les conflits, de nombreuses infirmières et de nombreux infirmiers sont au premier plan des combats, comme la Britannique Edith Cavell et les Françaises Nelly Martyl et Mireille Andrieu pendant la Grande Guerre, Ángeles Flórez et María de la Aldea pendant la guerre d'Espagne, ou encore la résistante Suzanne Leclézio, déportée pendant la Seconde Guerre mondiale.
Certaines infirmières meurent sur le front, comme Pepita Laguarda (en 1936), ou en marge du conflit, comme Anita Orejas, fusillée par les franquistes malgré son statut d'infirmière (en 1937).

### Sapeurs-pompiers
L'infirmier diplômé d'État peut exercer au sein du service de santé et de secours médical, SSSM, d'un service départemental d'incendie et de secours (SDIS). Il est alors un infirmier sapeur-pompier (ISP) qui est amené à exécuter des tâches très variées : préparation des visites médicales, formation et encadrement des pompiers, mise en place de protocoles, gardes opérationnelles, etc. Ces missions nécessitent une préparation spécifique enseignée par l'École nationale supérieure des officiers de sapeurs-pompiers (ENSOSP) située à Aix-en-Provence, en France.
Il existe deux types d'engagement qui incluent le pompier volontaire et le pompier professionnel.

### Maison de retraite
L'infirmier(ière) diplômé(e) d'État peut exercer au sein d'une maison de retraite ou d'un Établissement d'hébergement pour personnes âgées dépendantes (EHPAD). Il/elle dispense tous les soins médicaux prescrits, que ce soit des soins d'hygiène et de prévention, ou des soins plus techniques que les autres professionnels (aide-soignant, accompagnant éducatif et social (AES), etc.) ne peuvent pas effectuer. Il/elle peut exercer de jour ou de nuit.

### Infirmier du travail

#### Historique et références législatives
« Dès la fin de la grande guerre, les jeunes infirmières pouvaient être recrutées comme surintendantes d’usine (SU). Leurs connaissances dans les domaines juridique, médical et des conditions de travail en font des pionnières dans la gestion du risque dans les entreprises où elles étaient affectées, même si leurs missions variaient d’une usine à l’autre. Mais bien souvent, elles travaillaient en autonomie, n’ayant pas de médecin in situ ».
L’institutionnalisation de la médecine du travail, la création des comités d'hygiène, de sécurité et des conditions de travail (CHS-CT) ont modifié le rôle des surintendantes d'usine.
Avant 1994, la spécificité d'exercice d'infirmier du travail n'existait pas. Les premiers diplômes universitaires furent créés en 1994. L'infirmier du travail peut exercer en service inter-entreprise ou en entreprise.
En 2002, en France, la loi dite de modernisation sociale promulgue l’appellation de « service de santé au travail » avec l’apparition de la notion de santé physique et mentale. La réforme de la médecine du travail, en 2004, vient organiser les services et les équipes pluridisciplinaires.
La médecine du travail possède un rôle essentiellement préventif, individuel et collectif comme la surveillance de la santé physique et mentale des salariés et l'étude du milieu professionnel, le suivi d'indicateurs de santé au travail, et un plan d'activité annuel rédigé par le médecin du travail, la formation et l'éducation à la prévention des risques professionnels, et l'organisation des actions de prévention en adéquation avec le plan national de Santé publique. Elle s'organise au sein du service de santé au travail qui est composée d'un ensemble d'acteurs qui sont : secrétaires assistantes (SAST), intervenants en prévention des risques professionnels (IPRP), infirmiers du travail, aussi appelés infirmiers de santé au travail (IST), toxicologues, ergonomes, hygiénistes industriels, psychologues du travail, etc.
L'ensemble des dispositions relatives à l'exercice de la profession d'infirmier de santé au travail est inclus dans le code de la santé publique. Il convient de distinguer les actes relevant du rôle propre de l'infirmier, les soins dispensés sur prescription médicale et les soins exercés en présence d'un médecin prescripteur. L’exercice de l'infirmier de santé au travail est également régi par les codes du travail (CdT) et de la sécurité sociale (CSS). Les infirmier(ière)s diplômé(e)s peuvent effectuer une spécialisation de santé au travail dans le cadre d'un diplôme inter-universitaire de santé au travail (DIUST) ou d'une licence professionnelle Métiers de la santé au travail et de la santé dans l'environnement. Dans les établissements soumis à l'obligation prévue, le personnel infirmier est mis à la disposition du médecin du travail du service interentreprises. Dans les établissements industriels de 200 à 800 salariés, l'emploi d'une infirmière ou d'un infirmier est obligatoire.

#### Missions
L'infirmier(ière) du travail exerce ses fonctions sous l'autorité de la direction d'une entreprise ou d'une fonction publique et du médecin du travail. Il/elle a pour mission notamment d'assister le médecin du travail dans l'ensemble de ses activités. La circulaire OHEIX précise le rôle infirmier en santé au travail. L'infirmier(ière) organise le suivi médical des salariés, des actions de prévention ou de formation en milieu de travail, et la gestion des urgences et un service de garde.
La mission de prévention est prépondérante. Il s’agit de prévention individuelle via la relation infirmier/salarié ou médecin/infirmier/salarié - c’est une démarche qui consiste à développer chez le salarié la connaissance et la maîtrise de son comportement vis-à-vis d’un risque pour sa santé et sa sécurité (le tabac, l’alcool, l'alimentation du travailleur de nuit, les règles de sécurité à son poste, etc., et de prévention collective – c’est une démarche de promotion de la santé et de la sécurité pour un groupe de salariés. Ce peut être une action de sensibilisation à l’arrêt du tabac, la formation à l'utilisation d'un produit chimique cancérogène, mutagène et reprotoxique (CMR), la formation à la prévention des risques physiques PRAP (prévention des risques liés à l'activité physique). L’infirmier(ière) utilise la collecte des données quantifiées (nombre de soins et motifs à l'infirmerie, métrologie du bruit, de la lumière, document unique d'évaluation des risques, fiche d’entreprise, fiche de données de sécurité, fiches toxicologiques, motif de visites médicales, résultats des prélèvements, des examens complémentaires) pour préparer un plan d'intervention en collaboration avec le médecin du travail. Il/elle peut également animer les cours des sauveteurs secouristes du travail.
L’infirmier(ière) peut avoir pour mission de répertorier les fiches de données de sécurité, de créer les tâches de travail pour les relier au risque chimique et enfin des fiches de poste, dans l’objectif d’assister le médecin pour calculer des niveaux d’expositions des personnes pour chaque poste de travail. Il/elle s'occupe également de l’archivage des dossiers médicaux et des anciennes fiches de données pour une traçabilité des expositions des salariés.

#### Législation spécifique
Code du travail :
- Article R.4623-52 du code du travail : effectifs entraînant l'obligation de recrutement d'un infirmier par l'entreprise
- Article R.4623-54 du code du travail : obligation de recrutement d'un infirmier diplômé et missions
- Article R.4623-55 du code du travail : présence d'au moins un infirmier pendant les heures normales de travail du personnel
- Article R.4224-15 du code du travail : matériel de premier secours et secouriste
- Circulaire T.E. no 25 du 25 juin 1975 relative au rôle du personnel infirmier d'entreprise en médecine du travail.

Code de la sécurité sociale :
- Article D.441-1 du code de la sécurité sociale : tenue d'un registre de déclaration d'accidents du travail

### Humanitaire

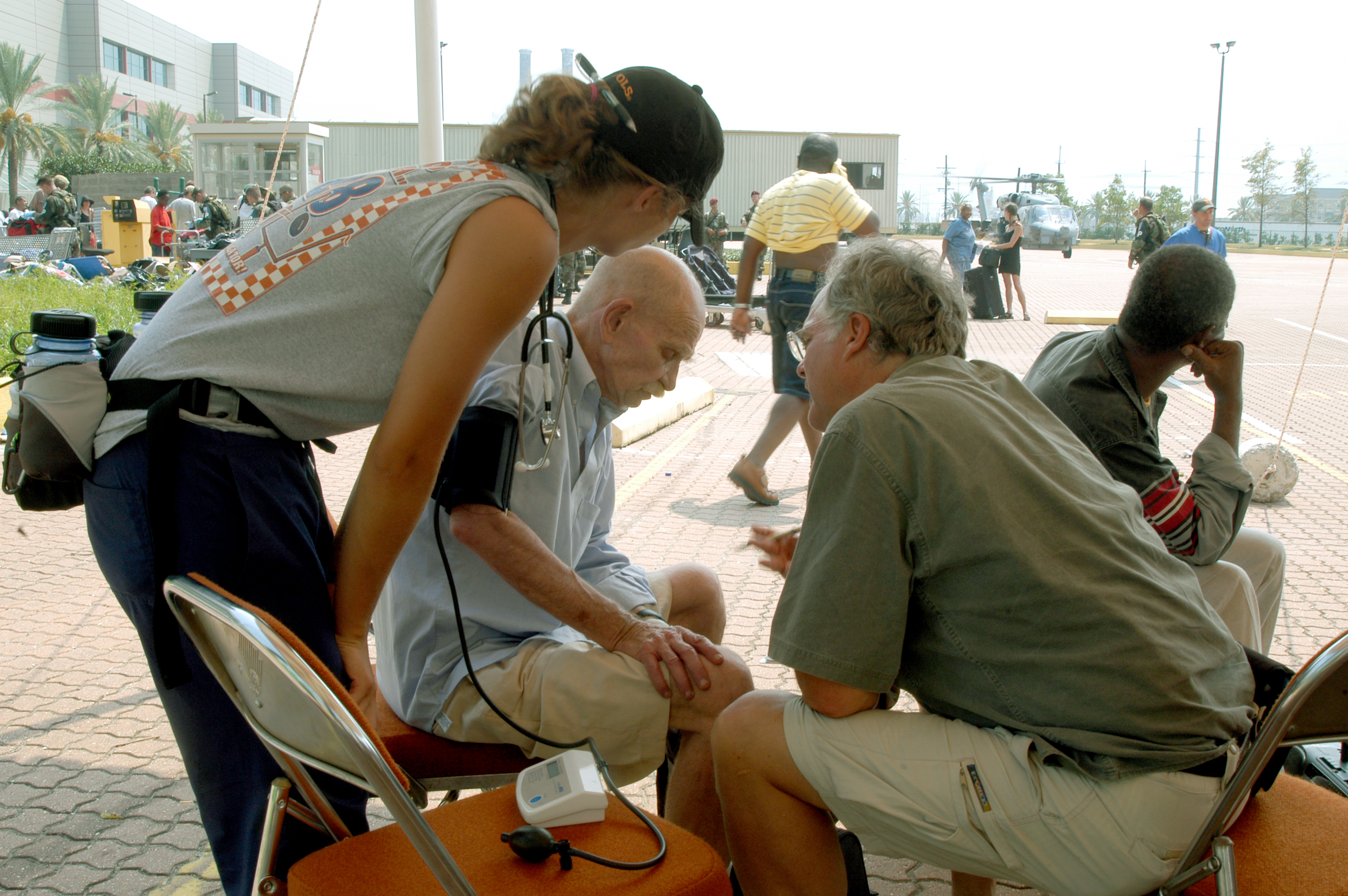
Une infirmière (à gauche) et un médecin (à droite) attachés à une équipe d'assistance médicale à La Nouvelle-Orléans après le passage de l'ouragan Katrina.

On retrouve des infirmières et des infirmiers au sein d'ONG comme médecins sans frontières ou médecins du monde.

## Grille des salaires

### En France
- Si vous ne connaissez pas le sujet, laissez ce bandeau (vous pouvez alors contacter les auteurs).
- Si vous supprimez le contenu mis en cause (vous pouvez préalablement contacter les auteurs),

argumentez précisément cette suppression dans la page de discussion
(un manque de référence n'est pas un argument ; une recherche réelle de référence doit avoir été effectuée, être formellement documentée).
Le salaire des infirmiers varie selon plusieurs critères, tels que le travail dans le secteur privé ou public, l'ancienneté, le type de contrat, les horaires (jour/nuit). Dans la fonction publique belge, le salaire de base (débutant) suppléé des primes avoisine les 1 615,94 € brut. Alors qu'en fin de carrière, le salaire peut approcher les 2 620,69 €. La grille des salaires des infirmiers appartient à la Catégorie A de la fonction publique. Celle-ci se divise en deux grilles salariales, selon la classe à laquelle appartient l'infirmier.
- La « classe normale » qui comprend onze échelons, dont l'indice majoré varie de 349 à 566, avec un salaire compris entre environ 1 615,94 et 2 620,69 €.
- La « classe supérieure » qui comprend onze échelons, dont l'indice majoré varie de 390 à 604, avec un salaire compris entre environ 1 805,78 et 2 796,64 €.

Les infirmiers spécialisés gagnent davantage en raison de leurs spécialisations allant de un à deux ans et de leurs responsabilités. Dans le secteur privé, les grilles de salaires diffèrent de celles du public. Enfin, dans le secteur libéral, l'infirmier perçoit un salaire en fonction du nombre de patients dont il a la charge.

## Formation

### En Belgique
Contrairement à la France, il n'y a pas de concours d'entrée dans l'école. On distingue l'infirmier(ère) breveté(e) avec une formation de 3 ans et demi, et l'infirmier(ère) bachelier(ère) avec une formation de 4 ans. La formation est plus théorique pour les bacheliers(ères). Les spécialisations infirmières sont variées pour les bacheliers : pédiatrie, SIAMU (soins intensifs et aide médicale urgente), bloc opératoire, psychiatrie, santé communautaire, oncologie-hématologie, imagerie médicale et radiothérapie, anesthésie, gériatrie, perfusionniste, etc. Pour les brevetés, seule la spécialisation en psychiatrie peut leur être octroyée. Le diplôme est reconnu en France (que l'on soit breveté ou bachelier), cependant les spécialisations ne sont reconnues qu'en Belgique. Le diplôme français d'infirmier(ère) est reconnu comme tous les diplômes européens depuis septembre 2009 (formation infirmière universitaire dans toute l'Europe y compris en France).
La formation a été étendue afin de s'aligner sur le modèle européen en ce qui concerne les quotas d'heures de stages. Les cours sont le plus souvent dispensés au sein de diverses Hautes-Écoles.

### Au Canada

#### Au Québec
Pour pouvoir exercer la profession d'infirmière au Québec, il faut avoir réussi un des quatre parcours scolaires disponibles soit :
- Diplôme d'études collégiales (DEC) technique en soins infirmiers :
  - deux ans d'études collégiales, dans le cadre d'un DEC accéléré (s'adresse à l'infirmier auxiliaire qui est titulaire d'un diplôme d'études professionnelles (DEP) en Santé, assistance et soins infirmiers)[35],
  - trois ans d'études collégiales, pour l'individu qui est titulaire d'un diplôme d'études secondaires (DES)[36] ;
- baccalauréat (B. Sc.) en sciences infirmières :
  - deux ans à l'université ; formation intégrée DEC et baccalauréat, s'adressant à l'individu qui est titulaire d'un DEC en Soins infirmiers et souhaitant poursuivre son cheminement académique afin d'obtenir un diplôme universitaire ou à tout infirmier qui possède un permis d'exercice délivré par l'Ordre des infirmiers et des infirmières du Québec.
  - trois ans à l'université ; formation initiale s'adressant à tout individu qui est titulaire d'un DEC préuniversitaire ou tout autre individu qui n'est pas titulaire d'un DEC en Soins infirmiers ou un permis d'exercice de la profession)[37].

Le droit d'exercice légal de la profession dans la province de Québec est limité aux diplômés inscrits au tableau des membres de l'Ordre des infirmières et des infirmiers du Québec (OIIQ).

### En France
L'accès à cette profession est réglementé. L'entrée de la formation ne se fait plus par concours depuis 2019, mais par la plateforme Parcoursup selon le dossier de l'élève (notes, appréciation, parcours professionnel, lettre de motivation)[source insuffisante].
La formation actuelle se déroule sur trois ans et, d'après la réforme licence-master-doctorat (LMD) de 2009, donne au futur infirmier ou à la future infirmière le statut d'étudiant(e) infirmier(ère) ou ESI (étudiant(e) en soins infirmiers). Le cursus infirmier s'inscrit dans le cycle universitaire suivant :
- 1re année répartie en 2 semestres
  - s1 : CM 231 h + TD 234 h + S 175 h + TPG 60 h
  - s2 : CM 126 h + TD 183 h + S 350 h + TPG 41 h
- 2e année en 2 semestres
  - s3 : CM 118 h + TD 177 h + S 350 h + TPG 55 h
  - s4 : CM 109 h + TD 187 h + S 350 h + TPG 54 h
- 3e année en 2 semestres
  - s5 : CM 116 h + TD 184 h + S 350 h + TPG 50 h
  - s6 : CM 50 h + TD 85 h + S 525 h + TPG 40 h.

Les enseignements lors de la licence sont principalement organisés de la manière suivante :
- CM (Cours magistraux) : obligatoires ou non ;
- TD (Travaux dirigés) : présence obligatoire ;
- S (Stages), basés sur 35 h/semaine dont quatre obligatoires[40] :
  - Stage en lieu de vie ou service sanitaire ;
  - Stage en psychiatrie ;
  - Stage en Long Séjour (LS) : stage au sein d'EHPAD (établissement d'hébergement pour personnes âgées dépendantes), institut spécialisé dans la gériatrie, dans les soins de suite et de réadaptation (SSR), etc.
  - Stage en Court Séjour (CS), aussi appelé stage de courte durée (CD) : stage au sein d'infrastructures hospitalières spécialisées dans des domaines tels que la médecine (cardiologie, pneumologie, etc. la chirurgie (médecine chirurgie obstétrique, ORL, traumatologie, etc., la pédiatrie, les urgences, etc.
- TPG : temps personnel guidé.

La validation des UE (unités d'enseignement) se fait par :
- présence supérieure à 80 % en cours sur les CMO, TP, TD par UE (et non plus par semestre, réforme LMD ayant lieu l'été 2011)
  - travaux de groupe, travaux individuels et partiels répartis en 30 ECTS par semestre donc 180 ECTS au total de la formation pour la validation du diplôme d'État (DE) ;
- la validation du stage se fait par la présence supérieure à 80 % sur la totalité du stage et par la validation des compétences demandées (avoir acquis un certain niveau de formation comme la C3 relative à accompagner une personne dans la réalisation de ses soins quotidiens en fin de stage 2 ;
- le DE sera attribué à toute personne présentant plus de 160 ECTS, par la validation de son portefolio (outil pédagogique qui recense la validation des 10 compétences en stage et actes infirmiers) et la validation du TFE (Travaux de fin d'étude) qui est à élaborer dès le S3,

cela débouchant sur un grade de licence et un diplôme d'État d'infirmier. Les infirmiers diplômés d'État peuvent ensuite se spécialiser (sur concours) :
- infirmier anesthésiste (durée de la spécialisation : 24 mois) ;
- infirmier de bloc opératoire (durée de la spécialisation : 18 mois) ;
- infirmier en puériculture (durée de la spécialisation : 12 mois) ;
- cadre de santé (durée de la spécialisation : 11 mois).

L'intégration à ces cursus de spécialisation se fait sur concours d'entrée. Pour les spécialisations d'infirmier anesthésiste et d'infirmier de bloc opératoire, il est nécessaire de justifier de deux années d'expérience minimum en tant qu'infirmier. La spécialisation de puériculteur est accessible dans la continuité de l'école d'infirmiers. La spécialisation de cadre de santé est accessible après 4 années d'exercice en tant qu'infirmier.
D'autres spécialisations sont possibles mais, contrairement à celles ci-dessus, elles ne font pas l'objet d'un diplôme d'État :
- infirmier hygiéniste ;
- infirmier stomathérapeute ;
- infirmier spécialiste clinique ;
- infirmier spécialiste en plaies et cicatrisation ;
- infirmier en santé publique ;
- infirmier du travail (après une licence professionnelle ou un diplôme universitaire).

Les infirmiers peuvent intégrer un service de santé et de secours médical des sapeurs-pompiers (SSSM ou 3SM) et devenir infirmier sapeur-pompier (ISP). Ils peuvent aussi rejoindre le service de santé des armées.
Des possibilités de diplômes universitaires remplacent l'ancien système de spécialisation dans le cadre de l'intégration de la formation infirmière dans le cursus L.M.D. (Licence - Master - Doctorat). Il existe un Master à Paris, l’objectif du Master est de donner aux étudiants les fondamentaux en soins cliniques infirmiers leur permettant d’accéder au Master 2 spécialisé. Le Master 2 est à Marseille.
- Spécialité 1 : infirmière de pratiques avancées en cancérologie en sciences infirmières ;
- spécialité 2 : infirmière de pratiques avancées en gérontologie ;
- spécialité 3 : infirmière coordinatrice de parcours complexes de soins.

Depuis 2011, un Master en sciences cliniques en soins infirmiers a vu le jour à la faculté de Saint Quentin en Yvelines en collaboration avec Sainte Anne formation. Il comporte trois spécialités en Master 2 :
- spécialité 1 : soins palliatifs et douleur ;
- spécialité 2 : psychiatrie ;
- spécialité 3 : maladies chroniques et dépendance.

## Journée internationale
La journée internationale des infirmières est célébrée dans le monde entier le 12 mai, jour anniversaire de la naissance de Florence Nightingale. Chaque année, le Conseil international des infirmières commémore cette date par la production et la distribution de dossiers. En 2006, le thème du dossier était Effectifs suffisants = vies sauvées.
En 1930, le pape Pie XI nomma saint Camille de Lellis, en même temps que saint Jean de Dieu, copatron principal des infirmiers et des associations d'infirmiers.

## Risques liés au métier
Le personnel infirmier est fréquemment en contact direct avec la souffrance et la mort (sources de stress et de risques psychosociaux), et avec des patients porteurs de germes de maladies contagieuses, ce qui l'expose plus que la moyenne au risque infectieux, (risque atténué, mais non entièrement éliminé par la vaccination et le respect des bonnes pratiques de soins et de gestion des déchets médicaux à risque),.
Notamment dans les services d'urgence, de nuit, en contexte de sous-effectif et/ou de dépersonnalisation de la relation au patient, en psychogériatrie ou en période de crise sanitaire (ex : Ebola, SARS, MERS, H1N1 et récemment COVID-19) ou quand les conditions de travail sont dégradées, l'épuisement professionnel (fatigue physique, nerveuse et morale) et la dépression sont également des risques liés au métier, pouvant aussi se traduire par une dégradation des relations avec le conjoint, les enfants, les amis, etc. En janvier 2020, l'OMS a reconnu que les infirmiers et infirmières jouent un rôle important dans la lutte contre le nouveau coronavirus,, tout en faisant face à de grandes tensions psychologiques et à du stress au travail, ce qui justifie des mesures pour protéger leur bien-être psychologique et physique. Selon Liu et al. (2020), plus que les autres personnels médicaux, les infirmiers et a fortiori les infirmières (femmes) éprouvent des niveaux plus élevés d'anxiété et de dépression dans la prise en charge des patients COVID-19 et ont à faire face à plus de difficultés dans l'accomplissement de leurs tâches professionnelles et de leurs responsabilités familiales et quotidiennes. Roy (2020) ajoute que dans ce type de contexte, le personnel infirmier peut aussi être victime de stress post-traumatique, risque qui doit être pris en compte par les gestionnaires des systèmes de santé et les comités de crise hospitaliers.
Ces risques contribuent au fait que beaucoup quittent prématurément la profession.

#### Textes légaux en France
- Décret no 2004-802 du 29 juillet 2004 relatif aux parties IV et V du code de la santé publique
- Articles R. 4311-1 à R. 4311-15 du code de la santé publique
- Décret no 2002-194 du 11 février 2002 relatif aux actes professionnels et à l'exercice de la profession d'infirmier
- Divers textes visant la profession d'infirmier sur le site infirmier.com

#### Textes légaux en Belgique
- Voir l'administration fédérale : Service public fédéral (SPF) Santé publique, Sécurité de la Chaîne alimentaire et Environnement